# Jacques Durand (haut fonctionnaire)
Pour les articles homonymes, voir Jacques Durand.
Jacques Durand, né le 20 juillet 1923 à Conakry (Guinée) et mort le 4 avril 1996 à Paris, est un haut fonctionnaire français. Après une carrière principalement consacrée aux questions d'aménagement du territoire français, il devient en 1981 directeur de cabinet d'Yvette Roudy, ministre des droits de la femme, sous la présidence de François Mitterrand. Il est par la suite nommé conseiller d'État et termine sa carrière en tant que président du comité technique radiophonique de Paris.

## Biographie

### Famille et jeunesse
Fils d'Oswald Durand et d'Armance Baudot, il naît le 20 juillet 1923 en Guinée, où son père exerce alors la fonction d'administrateur colonial. Il a une sœur, Yvette, de cinq ans son aînée.
Son père devenant chef adjoint du cabinet du président Albert Lebrun dans les années 1930, sa famille se réinstalle à Paris alors qu'il est encore enfant,. Son père est mis en retrait de ses fonctions administratives lors de l'avènement du régime de Vichy : Jacques Durand, à peine majeur, s'engage alors dans la Résistance. En cela, il est soutenu par son père. Il entre par la suite à l'École nationale de la France d'outre-mer, dont il ressort diplômé après avoir publié en 1946-1947 un mémoire d'ethnologie consacré aux guerriers du Boutilimit et aux Hormas dans la région du Trarza en Mauritanie,.

### Carrière administrative
Il commence sa carrière en tant qu'administrateur de la France d'outre-mer. En 1966-1967, il devient collaborateur d'Edgard Pisani au ministère de l'Équipement et dirige à partir de 1968 la publication de la « Documentation française, Travaux et recherches de prospective ». En 1970, il est affecté à l'inspection générale de l'équipement, avant d'entrer à la Délégation à l'aménagement du territoire et à l'action régionale (DATAR), où il devient directeur des études,. Dès lors, il est notamment responsable du « Système d'Etude pour l'élaboration du Schéma d'Aménagement de la France » (SESAME), dont l'objectif principal est d'anticiper les besoins futurs du pays en matière d'aménagement du territoire, incluant les sujets liés à l'énergie, l'agriculture, les transports et les télécommunications. La DATAR est alors dirigée par Jérôme Monod, dont il devient un proche collaborateur. En 1979, il est nommé chargé de mission à l'agence de coopération et d'aménagement où il s'occupe tout particulièrement des questions relatives aux grands projets d'aménagement et aux transferts de technologie.
En 1981, à la suite de l'élection de François Mitterrand, il est nommé à 57 ans directeur de cabinet d'Yvette Roudy, ministre des Droits de la femme. Il est remplacé à ce poste en décembre 1982 par Jacques Courbin, mais reste chargé de mission auprès de la ministre,. Par la suite, il devient conseiller d'État, fonction qui l'amène notamment à occuper entre 1986 et 1991 le rôle de rapporteur public dans le cadre des jugements émis par le Conseil d'État. 
En 1991, il est nommé président du comité technique radiophonique de Paris au sein du Conseil supérieur de l'audiovisuel (CSA). À ce titre, il s'occupe notamment des questions d'attribution des fréquences radio en région Île-de-France, dans le département de l'Oise et dans la collectivité territoriale de Saint-Pierre-et-Miquelon. Il est réélu à ce poste en 1994, mais ne mènera pas à terme ce second mandat. Il décède dans le 5e arrondissement de Paris le 4 avril 1996, âgé de 72 ans.

## Distinctions
- Chevalier de la Légion d'honneur, en tant qu'inspecteur de la construction au ministère de l'Équipement et du Logement. Publié au Journal officiel du 1er janvier 1970[15].
- Officier de la Légion d'honneur, en tant qu'inspecteur général de l'équipement au ministère de l'Urbanisme et du Logement. Publié au Journal officiel du 1er janvier 1984[16].

- Officier de l'ordre national du Mérite, décoration décernée par le Premier ministre (Raymond Barre) en tant qu'inspecteur général de l'équipement, chargé de mission à la délégation à l'aménagement du territoire et à l'action régionale. Publié au Journal officiel du 17 décembre 1978[17].
- Commandeur de l'ordre national du Mérite à titre posthume, en tant que président de la commission technique de la sécurité sociale au ministère du Travail et des Affaires sociales. Publié au Journal officiel du 15 mai 1996[18].